# Sliedrechts Museum

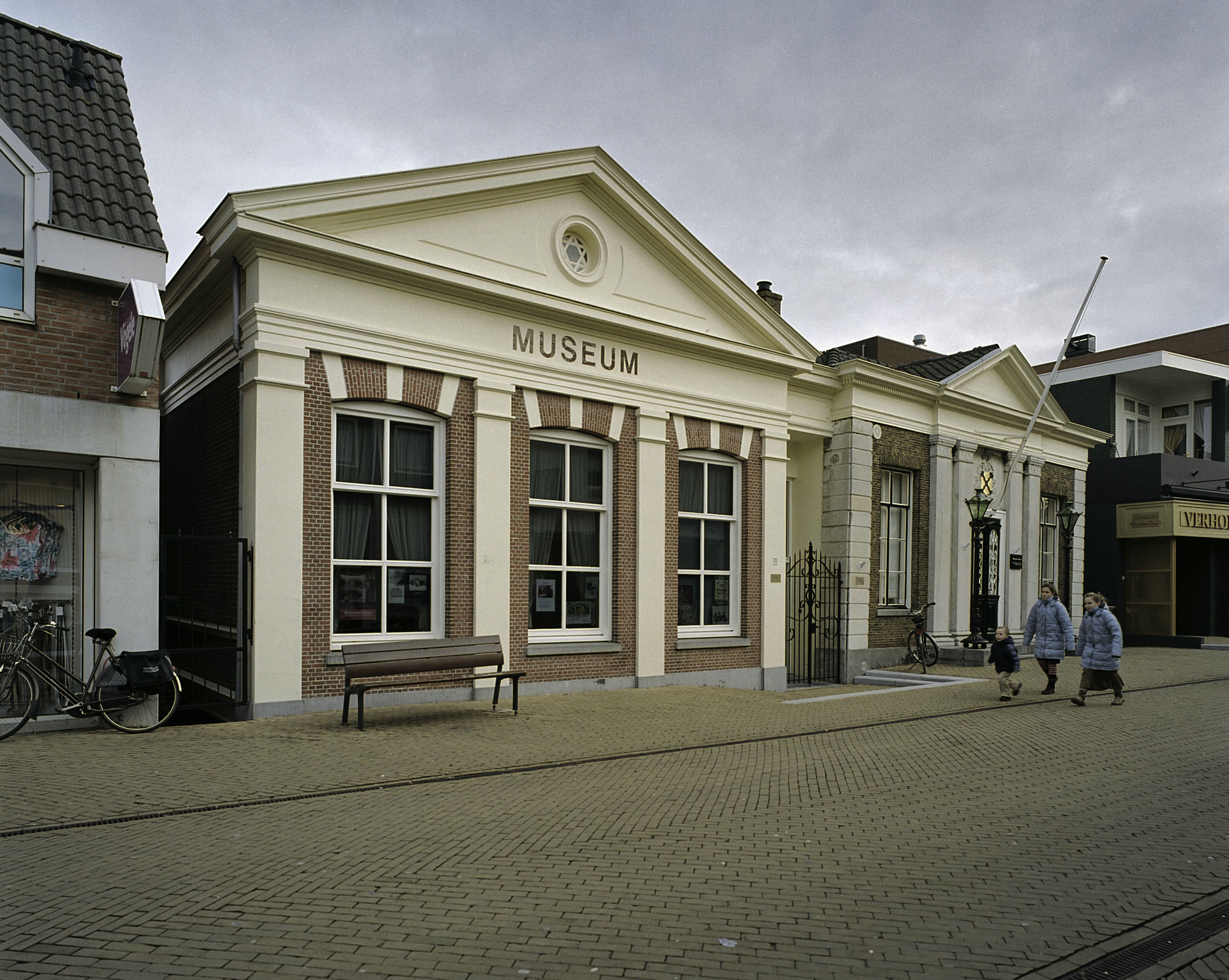
Sliedrechts Museum: Links het voormalige kantongerecht en rechts het voormalige raadhuis

Het Sliedrechts Museum is een museum in de Kerkbuurt in de Zuid-Hollandse plaats Sliedrecht. In het museum is te zien hoe Sliedrecht is ontstaan en hoe de inwoners er vroeger woonden en werkten. Het museum is gehuisvest in twee historische panden: het voormalig kantongerecht uit 1884 van architect J.F. Metzelaar en het voormalig raadhuis uit 1853 van architect A. Van der Lind. Het verbindingsstuk tussen beide gebouwen vormt de entree tot het museum.
In 1958 kwam prof. ir. W.A. Bos met het plan voor een museum over de geschiedenis van Sliedrecht en de baggerindustrie. In 1962 werd het raadhuis aangekocht en in 1964 werd het Sliedrechts Museum geopend. Toen het pand te klein werd in 1971, werd besloten een apart museum te openen voor de baggerindustrie: Het Nationaal Baggermuseum werd in 1973 geopend.
In 2019 is het museum aan de achterzijde uitgebreid met kantoor-, depot- en tentoonstellingsruimte. In het nieuwe gebouw zijn naast het Sliedrechts Museum, de Historische Vereniging Sliedrecht en de Genealogische Vereniging "De Stamboom" gevestigd.
In het Sliedrechts Museum is een grote collectie historische voorwerpen, schaalmodellen en landkaarten. Geconstrueerde taferelen laten het dagelijks leven zien uit het verleden. Daarnaast zijn er wisselende tentoonstellingen.